# Velika nagrada Generala San Martína 1948
Velika nagrada Generala San Martína 1948 je bila druga dirka za Veliko nagrado v sezoni 1948. Odvijala se je 25. januarja 1948 na dirkališču El Torreón.

## Dirka
| Poz | Dirkač              | Moštvo                | Dirkalnik         | Krogi | Čas/Odstop | Št. m. |
| --- | ------------------- | --------------------- | ----------------- | ----- | ---------- | ------ |
| 1   | Nino Farina         | Scuderia Milano       | Maserati 8CL      | 37    | 1:24:02.7  | 2      |
| 2   | Achille Varzi       | Privatnik             | Alfa Romeo 12C-37 | 37    | + 1:12.3   | 8      |
| 3   | Jean-Pierre Wimille | Ecurie Naphtra Course | Alfa Romeo 308    | 37    | + 1:49.1   | 3      |
| 4   | Oscar Gálvez        | A.C.A.                | Maserati 4CL      | 36    | +1 krog    | 5      |
| 5   | Juan Manuel Fangio  | A.C.A.                | Maserati 4CL      | 36    | +1 krog    | 4      |
| 6   | Italo Bizio         | Privatnik             | Maserati 4CL      | 36    | +1 krog    | 6      |
| 7   | Chico Landi         | Privatnik             | Alfa Romeo 308    | 35    | +2 kroga   | 7      |
| 8   | Andres Fernández    | Privatnik             | Maserati 4C       | 33    | +4 krogi   | 11     |
| 9   | Luigi Villoresi     | Scuderia Milano       | Maserati 4CL      | 30    | +7 krogov  | 1      |
| Ods | Arialdo Ruggeri     | Scuderia Milano       | Maserati 4CL      |       |            | 12     |
| Ods | Eitel Cantoni       | Privatnik             | Maserati 4CL      |       |            | 10     |
| Ods | Pascual Puopolo     | Privatnik             | Maserati 8CL      |       |            | 9      |
| Ods | Victorio Rosa       | Privatnik             | Maserati 4C       |       |            | 13     |